# Lustro

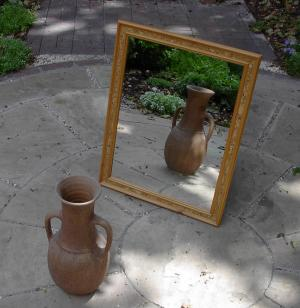
Lustro odbijające stojący przed nim przedmiot

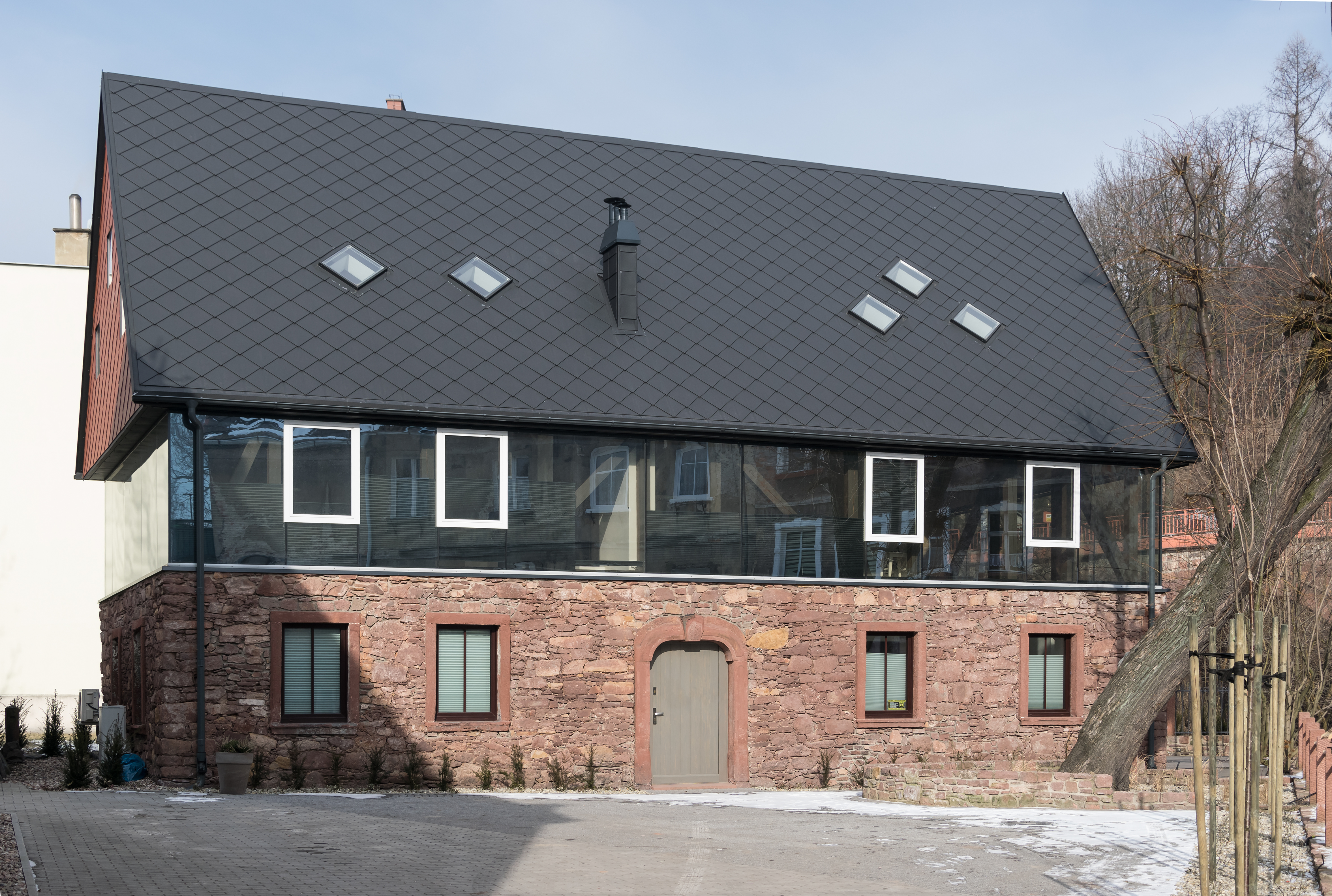
Lustro jako element elewacji budynku

Lustro, zwierciadło – gładka powierzchnia odbijająca światło, dzięki czemu powstaje odbity obraz przedmiotów znajdujących się przed lustrem. Także narzędzie dysponujące taką powierzchnią i służące odbijaniu obrazu.
Lustro jest najprostszym rodzajem zwierciadła optycznego. Jego powierzchnia jest prawie zawsze płaska, a głównym przeznaczeniem jest przeglądanie się w nim osób. Obecnie w użytku codziennym wykorzystywane są niemal wyłącznie zwierciadła szklane.

## Historia
Lustro należy do jednych z najstarszych wynalazków ludzkiej cywilizacji. Jako zwierciadła interpretuje się już szlifowane kamienie pochodzące z epoki paleolitu. W epoce starożytnej upowszechniły się zwierciadła z polerowanego metalu np. brązu, ołowiu, srebra. One też dominowały przez większość średniowiecza, mimo że już w I w. n.e. Rzymianie odkryli technologię wytwarzania luster szklanych. Została ona zapomniana na kilkaset lat i zapewne dopiero w XIII wieku ponownie trafiła do Europy. Prawdopodobnym wydaje się, że wynalazku tego dokonali tym razem muzułmanie zamieszkujący Hiszpanię. W świecie chrześcijańskim lustra szklane upowszechniły się u schyłku średniowiecza. Były to zwierciadła pokrywane z jednej strony metalem, np. ołowiem.
Oto jeden z pierwszych (jeśli nie pierwszy) przepisów uzyskiwania lustra po polsku.
Sposób robienia zwierciadła rtęciowego z rozdziału Secreta ciekawe y doświadczone dla powszechney wiadomosci wydane

Wziąć łót ieden cyny, łót jeden ołowiu, wismontu (bizmutu?) łótów dwa, włożywszy to w żelazną łyżkę razem rozpuścić i ztopić, weź tyle drugie żywego srebra (rtęci), to iest: ośm łótów wley go w przestudzony pomieniony stopiony metal, umieszay wespół na massę potym szkło dobrze wytrzeć suchym popiołem które aby nie było wilgotne i tłuste; przy ogniu zwolna i ostrożnie ogrzać, dopiero tą massą szkło obrane na zwierciadło oblać albo potrzeć cienko i w cieple przez kilka godzin wysuszyć żeby się zestało.

W ten sposób uzyskiwano lustra do roku 1843, później zrezygnowano z warstwy rtęciowej na rzecz znacznie lepiej odbijającej promienie warstwy srebrnej, chronionej przed porysowaniem i dostępem powietrza warstwą minii (pomarańczowa warstwa minii z tyłu lustra prawdopodobnie powstawała technologicznie, podczas produkcji). Dopiero obecne, ostre wymogi dotyczące ochrony środowiska zmusiły producentów luster do porzucenia technologii wykorzystującej ołów. W ostatnich latach upowszechniła się metoda wytwarzania luster przez napylanie próżniowe glinu.

## Inne
Obraz powstały w lustrze jest obrazem pozornym i symetrycznym względem płaszczyzny zwierciadła. Oznacza to, że źródło i jego obraz są tej samej wielkości, a ich odległości od zwierciadła są jednakowe.
Zwierciadłem może być również powierzchnia dielektryka, np. spokojna powierzchnia wody. Współczynnik odbicia światła, który w przypadku metalu jest bliski 100%, w tym wypadku jest mniejszy i zależy od kąta padania.